# Escándalo de los huevos contaminados con fipronil

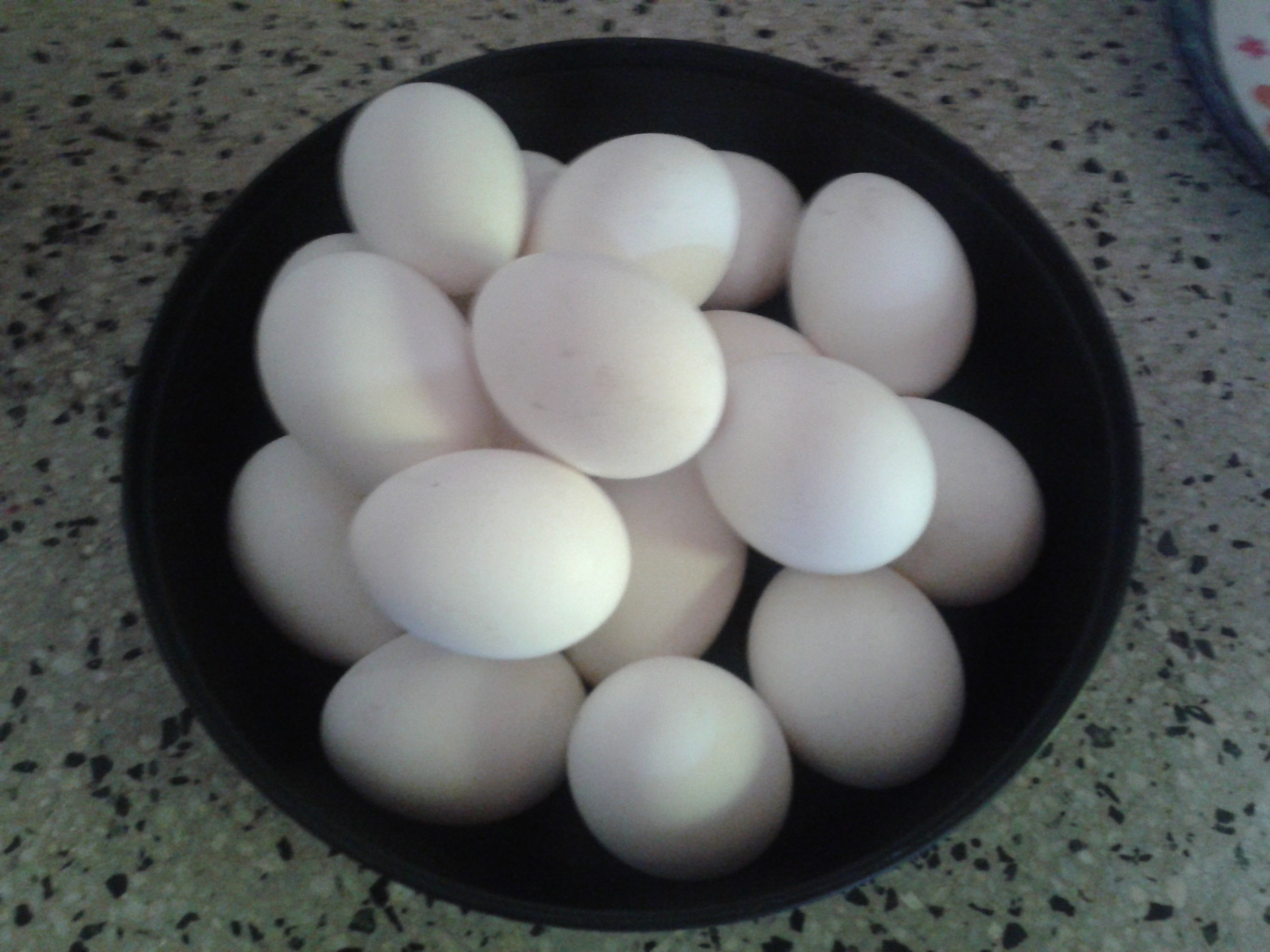
Huevos de gallina

El escándalo de los huevos contaminados con fipronil fue un escándalo alimentario que afectó a Europa en 2017.
A principios de junio de 2017, Bélgica es alertada por un operador. La Agencia Federal para la Seguridad de la Cadena Alimentaria (FASFC) —la agencia belga de salud— determinó entonces que una empresa neerlandesa, ChickFriend, había revendido un tratamiento para el piojo rojo para pollos comprados de Poultry-Vision, una empresa belga, el cual fue incautado. Este tratamiento, basado en fipronil, está prohibido para animales destinados al consumo humano. Habían sido utilizados por empresas de desinfección en granjas en los Países Bajos, Bélgica y Alemania.
Se retiraron millones de huevos de gallina, incluidos huevos estampados como "orgánicos" de los Países Bajos.
Los tratamientos basados en fipronil para el sector avícola habrían sido entregados a Bélgica en mayo de 2016. Por lo tanto, es probable que diferentes alimentos industriales -que utilizan principalmente huevos de gallina- contengan este plaguicida, aunque de acuerdo con la AFSCA podrían ser consumidos de manera segura.
En julio de 2017 las autoridades belgas detectaron la presencia de fipronil en huevos importados de Holanda. Existe la inquietud de que también estén contaminados los productos elaborados que contengan huevos entre sus ingredientes. Esta problemática ha causado importantes pérdidas económicas y un retraimiento en el consumo debido a la desconfianza del público respecto de la eficacia de los controles de los alimentos.